# 2086 Newell
2086 Newell è un asteroide della fascia principale. Scoperto nel 1966, presenta un'orbita caratterizzata da un semiasse maggiore pari a 2,4011452 UA e da un'eccentricità di 0,1123635, inclinata di 6,47590° rispetto all'eclittica.
Fa parte della famiglia di asteroidi Vesta.
L'asteroide è dedicato a Homer E. Newell, dirigente della NASA.